# لمویل (نوادا)
لمویل، نوادا (به انگلیسی: Lamoille, Nevada) یک سکونتگاه مسکونی در ایالات متحده آمریکا است که در شهرستان ایلکو، نوادا واقع شده‌است.

## خصوصیات
لمویل ۱۰۵ نفر جمعیت دارد.